# Sofia Milos
Sofia Milos (Zürich, Svájc, 1969. szeptember 27. –) olasz-görög színésznő. Legismertebb szerepe Yelina Salas nyomozó a CSI: Miami helyszínelők című krimisorozatban.

## Élete
Milos Zürichben, Svájcban született apja olasz, anyja görög származású. Tinédzser korában benevezett egy helyi szépségversenyre, majd miután megnyerte az első helyet, indult a tartományi, a regionális és a nemzetközi versenyen is. A Beverly Hills Playhouseban tanult színészetet, az Egyesült Államokban, Milton Katselas felkészítésével. Milos a Szcientológiai Egyház tagja. A honlapján dedikált Az út a boldogsághoz című füzeteket árul.
Milos folyékonyan beszél angolul, olaszul, franciául és németül (beleértve a svájci németet) ezenkívül társalgási szinten beszél görögül és spanyolul.

## Filmjei
| Év          | Cím                             | Eredeti cím                                    | Szerep               |
| ----------- | ------------------------------- | ---------------------------------------------- | -------------------- |
| 2003        | Passionada – A szerelem játéka  | Passionada                                     | Celia Amonte         |
| 2002        | Amerikai nagybácsi              | Lo zio d'America                               | Barbara Steel        |
| 2003 – 2005 | CSI: Miami helyszínelők         | CSI: Miami                                     | Yelina Salas nyomozó |
| 2001        | Dupla dinamit 2. – Robbanáspont | Double Bang                                    | Carmela Krailes      |
| 2001        | A rend őrzője                   | The Order                                      | Dalia                |
|             | Vészhelyzet                     | ER                                             |                      |
| 2000        | A csajozás ásza                 | The Ladies Man                                 | Cheryl               |
| 1999        |                                 | Screw Loose                                    |                      |
| 1998        | Maffia                          | Jane Austen's Mafia                            | fiatal Sophia        |
|             |                                 | The Border                                     |                      |
|             |                                 | Desire                                         |                      |
|             |                                 | Caroline in the City                           |                      |
|             |                                 | The Secret Lives Of Men                        |                      |
|             |                                 | Curb Your Enthusiasm                           |                      |
|             |                                 | Thieves                                        |                      |
|             | Maffiózók                       | The Sopranos 2. évad, 4. epizód (Commendatori) | Annalisa Zucca       |
|             |                                 | Mad About You                                  |                      |
|             | Jóbarátok                       | Friends 1. évad 6. epizód                      | Aurora               |

## Fordítás
- Ez a szócikk részben vagy egészben  a   Sofia Milos című angol Wikipédia-szócikk fordításán alapul.  Az eredeti cikk szerkesztőit annak laptörténete sorolja fel. Ez a jelzés csupán a megfogalmazás eredetét és a szerzői jogokat jelzi, nem szolgál a cikkben szereplő információk forrásmegjelöléseként.